# Norrporten Ladies Open
Het Norrporten Ladies Open was een eenmalig golftoernooi in Zweden, dat deel uitmaakte van de Ladies European Tour Access Series. Het werd opgericht in 2013 en vond plaats op de Sundsvalls Golfklubb in Kvissleby.
Het toernooi werd gespeeld in een strokeplay-formule van drie ronden (54-holes) en na de tweede ronde werd de cut toegepast.

## Winnares
| Jaar | Winnares      | Score | Score | Info  |
| ---- | ------------- | ----- | ----- | ----- |
| 2013 | Lauren Taylor | 217   | –1    | [ 1 ] |